# Stargate: Continuum
Stargate: Continuum är den andra och sista fortsättningsfilmen till Stargate SG-1. Inspelningen av filmen startade i början av 2007 på Bridge Studios och i Arktis. Filmen släpptes direkt till DVD den 29 juli, 2008. Därefter har den släppts till kabel-tv.
I långfilmens rollista finns SG-1-teamet och flera gästskådespelare medverka också.

## Handling
Filmen handlar om när Ba'al ändrar på historien och tar bort jordens Stargate så att Stargate Command därmed aldrig har existerat. Kommer SG-1 lyckas stoppa honom och återställa tidslinjen?

## Skådespelare
- Richard Dean Anderson som Major General Jack O'Neill
- Michael Shanks som Dr. Daniel Jackson
- Amanda Tapping som Col. Samantha Carter
- Christopher Judge som Teal'c
- Ben Browder som Lt. Col. Cameron Mitchell
- Claudia Black som Vala Mal Doran
- Beau Bridges som Major General Hank Landry
- Cliff Simon som Ba'al
- Don S. Davis som Lieutenat General George Hammond
- Jacqueline Samuda som Nirrti
- William Devane som Henry Hayes